# Congregación de la Madre de los Dolores Siervas de María
La Congregación de la Madre de los Dolores Siervas de María (oficialmente en inglés: Congregation of Mother of Sorrows Servants of Mary) es una congregación religiosa católica femenina de derecho pontificio, fundada por el obispo jesuita francés Alexis Canoz, en Tiruchirappalli (India), en 1854. A las religiosas de este instituto se les conoce como Siervas de María de India y posponen a sus nombres las siglas O.S.M.

## Historia

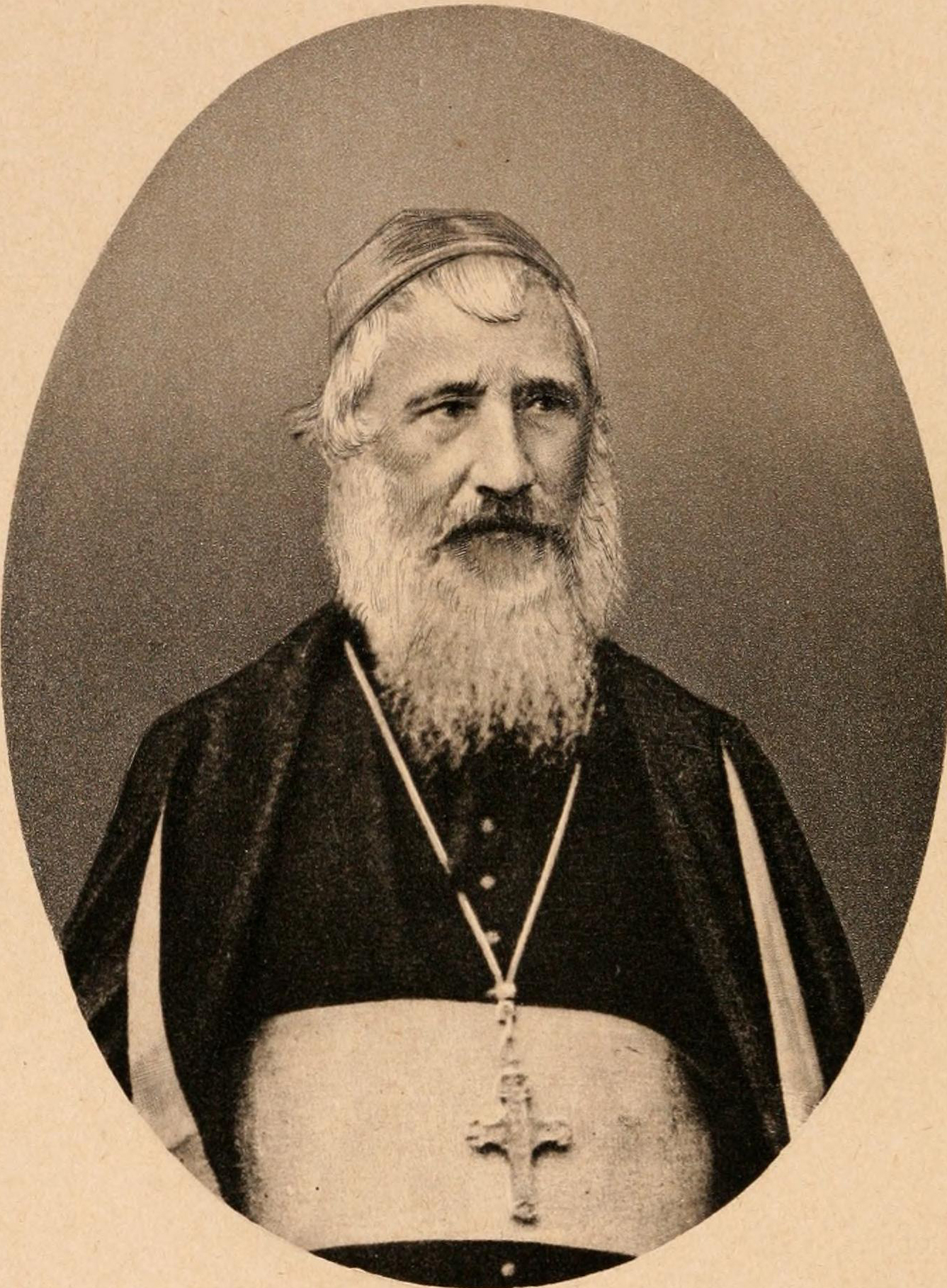
Alexis Canoz (1805-1888), fundador de la congregación.

Siendo vicario apostólico de Madurai (India), el obispo jesuita francés Alexis Canoz, con la ayuda del también jesuita Pietro Mecatti, reunió un grupo de jóvenes europeas con el fin de ayudar en la educación de las niñas indias en la misión de Tiruchirappalli. En 1859 las primeras religiosas profesaron sus votos, pero mientras se organizaban jurídicamente como instituto religioso, permanecieron bajo la dirección de las religiosas de la Sociedad de María Reparadora. En 1874 lograron la aprobación diocesana con el nombre de Hermanas de la Madre de los Dolores, más tarde agregaron el nombre de Siervas de María, cuando en 1865, fueron afiliadas a la Orden de los Siervos de María.
La congregación recibió la aprobación pontificia el 5 de marzo de 1857.

## Organización
La Congregación de la Madre de los Dolores Siervas de María es una congregación de derecho pontifico y centralizada, es decir que su gobierno recae en la superiora general, cuya sede general se encuentra en Chennai. En la actualidad el cargo lo ostenta la religiosa india Mary Josephine Prema.
Las Siervas de María de India se dedican a la educación e instrucción cristiana de las jóvenes indias, especialmente de las castas inferiores, luchan contra el sistema de castas en India y en pro de la dignidad de la mujer. Además trabajan en las pastoral catequética y en las misiones rurales.
En 2015, la congregación contaba con unas 1.114 religiosas y unas 160 casas, presentes en Australia, Filipinas, India y Myanmar.